# Korona cierniowa (zwierzę)
Korona cierniowa (Acanthaster planci) – gatunek drapieżnego szkarłupnia z gromady rozgwiazd (Asteroidea) występującego pospolicie na rafach koralowych Morza Czerwonego, Oceanu Indyjskiego i Spokojnego. Jest jednym z największych, obok rozgwiazdy gigantycznej (Pycnopodia helianthoides), przedstawicieli rozgwiazd.

## Opis
Ciemnofioletowe ciało o średnicy 25–35 cm złożone jest z kilku lub kilkunastu krótkich ramion (od 7 u osobników młodocianych, 13–17 u dojrzałych, maksymalnie 21) pokrytych licznymi, bardzo ostrymi kolcami jadowymi. Jad w nich zawarty służy do obrony przed drapieżnikami. Jego głównym składnikiem są silnie toksyczne asterosaponiny. Ukłucie przez kolec powoduje u człowieka pojawienie się szeregu symptomów takich jak ostry ból, zaczerwienienie, obrzęk czy wymioty, ale także może prowadzić do hemolizy, paraliżu lub uszkodzenia wątroby. Ponadto znane są przypadki śmiertelne w wyniku wstrząsu anafilaktycznego po kontakcie z toksynami.

## Odżywianie
Żywi się głównie polipami korali madreporowych (Scleractinia), do czego jest doskonale przystosowana. Jej bardzo elastyczne ciało pozwala na pożywanie się na koralach o różnych rozmiarach i kształtach oraz potrafi produkować esterazę, która może rozbić główne zapasy energii ich ofiar. Pomimo swojej specjalizacji w stronę polowania na koralowce zdarza się, że ich pokarmem stają się także inne organizmy, np. gąbki, mięczaki, a nawet (w szczególnych przypadkach) członkowie ich własnego gatunku.

## Toksyny
Rozgwiazdy charakteryzują się obecnością saponin w swoich tkankach. Saponiny mają właściwości detergentu i z tego względu trzymanie rozgwiazd w małej objętości napowietrzonej wody skutkuje wytworzeniem dużej ilości piany na powierzchni.
A. planci nie posiada żadnego mechanizmu umożliwiającego wstrzyknięcie toksyny. Kolce przedziurawiają tkankę drapieżnika, nieostrożnego zwierzęcia czy nawet człowieka, co pozwala na dostanie się saponin do rany. U ludzi powoduje to natychmiastowy ostry, kłujący ból, który może trwać kilka godzin, uporczywe krwawienie (ze względu na hemolityczny efekt saponin), nudności i obrzęk tkanki, utrzymujący się przez tydzień lub więcej. Ponadto, kruche i łamliwe kolce mogą wbić się w tkankę, z której najczęściej muszą zostać usunięte chirurgicznie.

## Zachowanie
Dorosły osobnik korony cierniowej jest drapieżnikiem żerującym na rafie koralowej. Wspina się na kolonie koralowców, używając nóżek ambulaklarnych i giętkiego ciała oraz dopasowuje się ściśle do powierzchni koralowca. Następnie wyrzuca swój żołądek na zewnątrz poprzez jamę gębową i rozciąga go prawie aż do osiągnięcia średnicy równej średnicy ciała danego osobnika korony cierniowej. Powierzchnia żołądka wydziela enzymy trawienne które pozwalają rozgwieździe rozłożyć i dzięki temu następnie wchłonąć składniki odżywcze z upłynnionej tkanki koralowca. To pozostawia biały ślad na powierzchni rafy, która natychmiast jest zasiedlana przez glony nitkowate. W badaniach przeprowadzonych na dwóch rafach koralowych w centralnym rejonie Wielkiej Rafy Koralowej, dotyczących stopnia zapotrzebowania na pożywienie zależenie od średnicy osobnika, wykazano, że duże osobniki A. planci (o średnicy równej 40 cm lub więcej) zabijały około 161 cm2 powierzchni koralowców na dzień w okresie zimowym i 357–478 cm2 na dzień w okresie letnim. Mniejsze rozgwiazdy (o średnicy wynoszącej 20–39 cm) zabijały 155 i 234 cm2 powierzchni koralowców na dzień odpowiednio w porze zimowej i letniej. Różnice w żywieniu i lokomocji w okresach zimowym i letnim odzwierciedlają fakt, że korona cierniowa, tak samo jak inne wodne bezkręgowce, jest zwierzęciem zmiennocieplnym, na którego temperaturę ciała i tempo metabolizmu bezpośrednio wpływa temperatura otaczającej wody. Na rafach koralowych usytuowanych w obszarze tropikalnym osobniki A. planci osiągają średnio prędkość 35 cm/min, co pokazuje, że w wyniku nagłego rozmnożenia się korony cierniowej w sytuacji, w której jej populacje nie byłyby kontrolowane przez drapieżników, duże obszary rafy koralowej zostałyby zniszczone w stosunkowo krótkim czasie.
A. planci żywi się częściej gatunkami o rozgałęzionych strukturach, na przykład należącymi do rodzaju Acropora niż gatunkami koralowców o bardziej okrągłych kształtach, takich jak rodzaj Porites. Omijanie rodzaju Porites i podobnych koralowców może być spowodowane, oprócz mniejszej ekspozycji powierzchni ciała, tym, że są one często zamieszkiwane przez małże dwuskorupowe i wieloszczety, co utrudnia trawienie. Podobnie, niektóre symbionty, takie jak małe kraby zamieszkujące koralowce rozgałęzione, mogą odpędzić rozgwiazdę próbującą rozłożyć żołądek nad powierzchnią ofiary.
Podczas pierwszych dwóch lat życia, osobniki korony cierniowej znajdują sobie kryjówki, wychodząc z nich tylko w nocy w celu pożywienia się. Jedynym dowodem na obecność ukrytej rozgwiazdy mogą być białe ślady na powierzchni sąsiadujących koralowców. Jednakże, zachowanie A. planci może się zmienić zależnie od dwóch czynników:
1. Podczas okresu rozrodczego, który zazwyczaj przypada na okres pomiędzy wczesnym latem a jego połową, osobniki mogą zgromadzić się wspólnie na rafie koralowej i synchronicznie uwalniać gamety, aby osiągnąć wysoką liczbę zapłodnionych komórek jajowych[13]. Taki sposób rozmnażania jest powszechny wśród morskich bezkręgowców, które nie kopulują. Samodzielne uwalnianie gamet nie daje możliwości zapłodnienia komórki jajowej i stanowi stratę komórek rozrodczych. Wykazano również, że istnieje feromon, który kontroluje równoczesne uwalnianie komórek płciowych[14].
2. Kiedy rozgwiazdy występują w dużym zagęszczeniu, poruszają się zarówno w dzień, jak i w nocy, konkurując o pokarm.

## Ekologia
Wzrost jej liczebności przyczynił się do zniszczenia znacznych obszarów Wielkiej Rafy Koralowej – szacuje się, że aż 40% strat w przeciągu ponad 27 lat spowodowane zostało przez A. planci. Pojawia się ostatnio wiele doniesień o wysokich zagęszczeniach A. planci na rafach koralowych, co wiąże się z dużo większymi stratami, niż wcześniej szacowano. A. planci jest składnikiem fauny większości raf koralowych. Negatywny wpływ na rafy zależy od zagęszczenia tego gatunku. Przy niskim zagęszczeniu presja rozgwiazdy jest mniejsza niż wzrost koralowców i w efekcie rafa powiększa się. Przy dużym zagęszczeniu A. planci może nastąpić niszczenie rafy koralowej.